# Freienwalder Schiedsspruch
Der Freienwalder Schiedsspruch vom 11. September 1850 hob die im Jahr zuvor in Kraft gesetzte Verfassung von Mecklenburg-Schwerin auf. Damit wurde die frühere altständische Verfassung von 1755 wieder eingesetzt und die Trennung der beiden mecklenburgischen Großherzogtümer beendet.
Mecklenburg-Schwerin und Mecklenburg-Strelitz bildeten eine Union mit einer Ritterschaft und einer Landschaft, die einem Zweikammersystem ähnelten. Die Revolution in Mecklenburg (1848) hatte zu einem verfassungsvereinbarenden Landtag geführt, der eine liberale Verfassung mit Zensuswahlrecht vorsah. Der kompromissbereite Großherzog Friedrich Franz II. von Schwerin akzeptierte diese Verfassung im August 1849 und setzte sie am 10. Oktober in Kraft. Doch der hochkonservative Strelitzer Großherzog lehnte die Verfassung ab und meinte, sie sei nicht verfassungsgemäß zustande gekommen, da die Zustimmung der altständischen Versammlung fehlte. Aus Sicht des Landtags und des Schweriner Großherzogs war die Union jedoch aufgelöst.
Die zuständige Schiedsstelle war ein Landesgericht, das unter der Garantie des Deutschen Bundes tagte. Es tagte mit je einem Mitglied aus Hannover und aus Preußen sowie einem Obmann aus Sachsen in Freienwalde (heute im Osten des Bundeslandes Brandenburg). Kläger waren die Ritterschaft von Mecklenburg-Schwerin, die im altständischen Landtag vertreten gewesen war, sowie die Regierung von Mecklenburg-Strelitz. Als Machtmittel hatte der Deutsche Bund die Möglichkeit einer militärischen Bundesexekution, wie sie gegen Kurhessen 1850 und Schleswig-Holstein 1848–1851 praktiziert wurde.
Der Schiedsspruch hob am 14. September 1850 die liberale Verfassung von Mecklenburg-Schwerin auf und erklärte als Folge den am 27. Februar 1850 gewählten Landtag sowie dessen geplante Neuwahl für ungültig. Der mecklenburgische Staatsminister Ludwig von Lützow trat ob dieser Entwicklung als geistiger Vater des abgeschafften Staatsgrundgesetzes von seinem Amt unter Protest zurück. Der Schiedsspruch stellte den landständischen Verfassungszustand von 1755 wieder her, den der Landesgrundgesetzliche Erbvergleich begründet hatte und der bis 1918 in beiden Mecklenburg bestehen blieb. Ein altständischer Landtag wurde auf dieser Basis neu einberufen. 
In politischer Hinsicht blieb Mecklenburg damit das rückständigste Gebiet Deutschlands. Die liberale und demokratische Bewegung, deren Köpfe (z. B. Moritz Wiggers) bald danach unterdrückt wurden, war damit auf lange Zeit zurückgeschlagen.
Ernst Rudolf Huber nannte den Freienwalder Schiedsspruch das „wichtigste verfassungsgerichtliche Urteil“ im Deutschland des 19. Jahrhunderts:

„Es gehört zu den Sonderbarkeiten der deutschen Verfassungsentwicklung dieser Epoche, daß der Art. 56 der Wiener Schlußakte, der zum Schutz der neueren landständischen Verfassungen gegen landesherrliche Willkür gedacht war, seinen Hauptanwendungsfall in diesem Schiedsspruch hatte, der in den beiden mecklenburgischen Großherzogtümern für volle 68 Jahre, nämlich bis zur Revolution von 1918, die Überleitung der altständischen Verfassungsverhältnisse in das konstitutionelle System verhinderte.“